# Treisbach (Gilsa)
Der Treisbach ist ein 8,3 km langer, rechter und südwestlicher Zufluss der Gilsa im nordhessischen Schwalm-Eder-Kreis, Deutschland.

## Verlauf
Der Treisbach entspringt in der Gemeinde Gilserberg etwa 1,5 km südlich des Ortsteils Sebbeterode nahe dem Forsthaus Treisbach. Er fließt in vorwiegend nordöstlicher Richtung östlich an Sebbeterode vorbei und passiert dann das am Rand des Hemberg gelegene Hofgut Richerode. Schließlich erreicht er den Ort Jesberg, wo er unterhalb des Burgbergs in die Gilsa mündet.